# Moritz Hahn
Johann Moritz Hahn (* 1. Februar 1856 in Heßloch; † 31. Mai 1952 ebenda) war ein hessischer Politiker (DVP) und ehemaliger Abgeordneter des Landtags des Volksstaates Hessen in der Weimarer Republik.
Moritz Hahn war der Sohn des Bauern Jakob Ferdinand Hahn (1829–1877) und dessen Frau Therese geborene Heinrichs (1833–1905). Moritz Hahn, der katholischen Glaubens war, war mit Magdalene geborene Schaffner (1869–1954) verheiratet. Er arbeitete als Landwirt in Heßloch.
Moritz Hahn schloss sich politisch in der Weimarer Republik der DVP an. Er war 1891 bis 1925 Bürgermeister von Heßloch und von 1919 bis 1924 Landtagsabgeordneter in Darmstadt. Im Parlament war er als Schriftführer Mitglied des Präsidiums. Weiterhin war er in berufsständischen Organisationen aktiv. So war er Vizepräsident der hessischen Landwirtschaftskammer, Mitglied des Vorläufigen Reichswirtschaftsrates und Mitglied im Vorstand des Deutschen Landwirtschaftsrates.